# الکترونیک

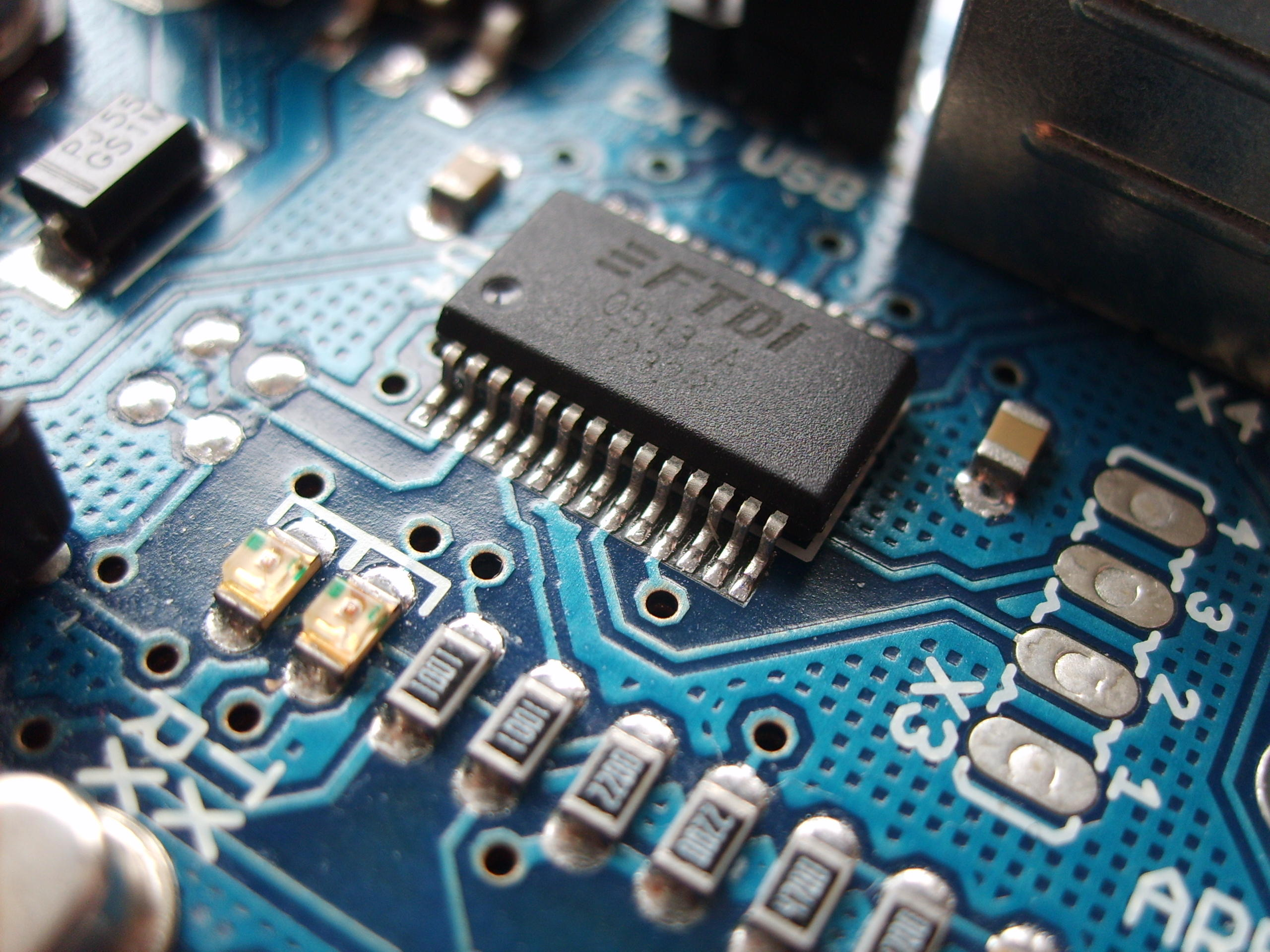
قطعات نصب سطحی (SMD) بر روی یک برد مدار چاپی

اِلِکترونیک (به انگلیسی: Electronics) دانشی است شامل فیزیک، مهندسی، فناوری و کاربردهایی که با جریان و کنترل الکترون‌ها در خلا و ماده سروکار دارد. در الکترونیک برای کنترل جریان الکترون از دستگاه‌های فعال تقویت و یکسوسازی استفاده می‌شود، درحالی‌که در مهندسی برق کلاسیک از اثرات غیرفعال مانند مقاومت، خازن و القاگر برای کنترل جریان الکتریسیته استفاده می‌شود.
الکترونیک تأثیر عمده‌ای در پیشرفت جامعه مدرن داشته‌است. شناسایی الکترون در سال ۱۸۹۷، و سپس اختراع لامپ خلأ که می‌توانست سیگنال‌های کوچک الکتریکی را تقویت و یکسوسازی کند، زمینه الکترونیک و عصر الکترون را افتتاح کرد. این تمایز در حدود سال ۱۹۰۶ با اختراع لی دفارست از تریود آغاز شد، که تقویت الکتریکی سیگنال‌های رادیویی ضعیف و سیگنال‌های صوتی را با دستگاه غیر مکانیکی امکان‌پذیر کرد. تا سال ۱۹۵۰، این رشته «فناوری رادیویی» نامیده می‌شد زیرا کاربرد اصلی آن طراحی و تئوری فرستنده‌های رادیویی، گیرنده‌ها و لامپ‌های خلأ بود.
عبارت «الکترونیک حالت-جامد» پس از ساخت اولین ترانزیستور توسط ویلیام شاکلی، والتر هاوسر براتین، جان باردین در آزمایشگاه‌های بل در ۱۹۴۷ ظهور کرد. سپس در سال ۱۹۵۹ ماسفت توسط محمد عطاالله (و همکارش داوون کانگ) اختراع شد. ماسفت اولین ترانزیستور کاملاً جمع و جور بود که می‌توانست برای طیف وسیعی از کاربردها کوچک سازی و تولید انبوه شود، که باعث ایجاد انقلابی در صنعت الکترونیک شد و نقشی اساسی در انقلاب میکروالکترونیک و انقلاب دیجیتال داشت. ماسفت از آن زمان به عنصر اصلی اکثر تجهیزات الکترونیکی مدرن تبدیل شده‌است و پرکاربردترین دستگاه الکترونیکی در جهان است.
از الکترونیک به‌طور گسترده‌ای در پردازش اطلاعات، ارتباطات از راه دور و پردازش سیگنال استفاده می‌شود. توانایی دستگاه‌های الکترونیکی در عملکرد به عنوان کلید، پردازش اطلاعات دیجیتالی را امکان‌پذیر کرده‌است. فناوری‌های اتصال متقابل مانند بردهای مدار، فناوری بسته‌بندی الکترونیکی و سایر اشکال متنوع زیرساخت‌های ارتباطی، عملکرد مدار را کامل کرده و قطعات الکترونیکی مخلوط را به یک سیستم کاری منظم تبدیل می‌کنند، که سیستم الکترونیکی نامیده می‌شود. کامپیوترها یا سیستم‌های کنترل نمونه‌هایی از سیستم الکترونیکی هستند. یک سیستم الکترونیکی ممکن است جزئی از سیستم مهندسی شده دیگر یا یک دستگاه مستقل باشد. از سال ۲۰۱۹ بیشتر دستگاه‌های الکترونیکی از قطعات نیمه هادی برای انجام کنترل الکترون استفاده می‌کنند. معمولاً، دستگاه‌های الکترونیکی شامل مدارهای متشکل از نیمه رساناهای فعال با المان‌های غیرفعال مکمل هستند. چنین مداری به عنوان مدار الکترونیکی توصیف می‌شود. علم الکترونیک با مدارهای الکتریکی سروکار دارد که شامل اجزای الکتریکی فعال مانند لامپ‌های خلأ، ترانزیستورها، دیودها، مدارهای مجتمع، الکترونیک نوری، و سنسورها، قطعات الکتریکی غیرفعال همراه و فناوری‌های اتصال داخلی هستند.
صنعت الکترونیک از بخش‌های مختلفی تشکیل شده‌است. نیروی محرک اصلی کل صنعت الکترونیک بخش صنایع نیم‌رسانا است، که در سال ۲۰۱۸ بیش از ۴۸۱ میلیارد دلار فروش داشته‌است. بزرگترین بخش صنعت، تجارت الکترونیک است که در سال ۲۰۱۷ بیش از ۲۹ تریلیون دلار گردش مالی ایجاد کرده‌است. متداول‌ترین دستگاه الکترونیکی ساخته شده، ترانزیستور اثرِ میدانی نیم‌رسانای اکسید-فلز (ماسفت) است که در سال ۱۹۵۹ اختراع شد و «اسب کاری» صنعت الکترونیک محسوب می‌شود. کشور چین به تنهایی در سال ۲۰۱۹ بیش از ۴۹۶٫۸ میلیارد دلار تجهیزات الکترونیک وارد کرده‌است که مقدار آن حتی از واردات سوخت‌های فسیلی آن کشور نیز بیشتر بوده‌است. ۳۰۶ میلیارد دلار از آن فقط متعلق به مدارهای مجتمع و ریز مونتاژها بوده‌است.
مطالعه ادوات نیم‌رسانا و فن آوری مربوط به آن شاخه‌ای از فیزیک حالت جامد تلقی می‌شود، در حالی که طراحی و ساخت مدارهای الکترونیکی برای حل مشکلات عملی تحت مهندسی الکترونیک قرار دارد.

## مدارهای الکترونیکی

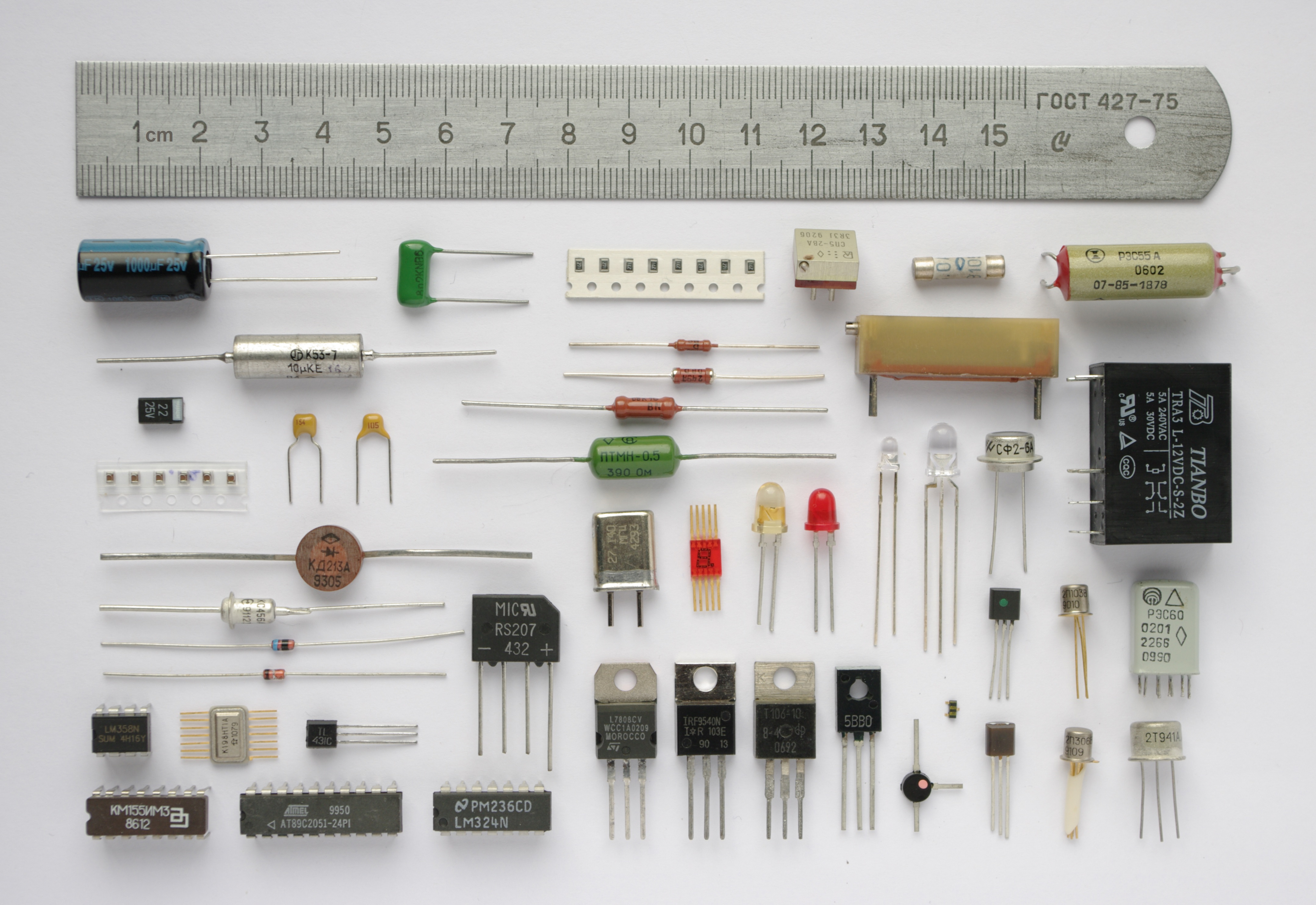
قطعات الکترونیکی از نوع فناوری سوراخ-کامل

مدارهای الکترونیکی برای کارهای مختلفی استفاده می‌شود. کاربردهای اصلی آن‌ها عبارت است از:
1. کنترل و پردازش داده‌ها
2. تبدیل و توزیع توان الکتریکی
3. اجراء عملیات خاص

هر کدام از این کاربردها با میدان الکترومغناطیسی و جریان الکتریکی سرو کار دارند. گرچه از انرژی الکتریکی در سال‌های انتهایی قرن ۱۹ برای انتقال پیام به وسیله تلگراف و تلفن استفاده می‌شد، اما بیشتر پیش‌رفت مربوط به علم الکترونیک پس از ساخت رادیو شکل گرفت. در یک نگاه ساده، یک سیستم الکترونیکی را می‌توان به سه بخش تقسیم کرد:
- ورودی: حسگرهای الکترونیکی و مکانیکی (یا مبدل‌های انرژی). این تجهیزات سیگنال‌ها یا اطلاعات را از محیط خارج دریافت‌کرده و سپس آن‌ها را به جریان و ولتاژ (سیگنال‌های الکتریکی) تبدیل می‌کند.
- پردازندهٔ سیگنال: این مدارها در واقع وظیفهٔ پردازش، تفسیر و تبدیل سیگنال‌های ورودی برای استفاده از آن‌ها در کاربرد مناسب را بر عهده دارد. معمولاً در این بخش پردازش سیگنال‌ها بر عهده پردازندهٔ سیگنال‌های دیجیتال است.
- خروجی: فعال‌کننده یا دیگر تجهیزات (مانند مبدل‌های انرژی) که سیگنال‌های ولتاژ یا جریان را به صورت خروجی مناسب در خواهند آورد (مانند راه انداختن یک موتور یا پخش صدا از بلندگو).

برای مثال، یک تلویزیون هر سه بخش بالا را دارد. ورودی تلویزیون سیگنال‌های پراکنده‌شده در هوا را دریافت‌کرده (به وسیله آنتن) و آن‌ها را به ولتاژ و جریان مناسب برای کار دیگر بخش‌ها تبدیل می‌کند. پردازش‌گر سیگنال پس از دریافت داده‌ها از ورودی اطلاعات مورد نیاز مانند میزان روشنایی، رنگ و صدا را از آن استخراج می‌کند. در نهایت، قسمت خروجی این اطلاعات را دوباره به صورت فیزیکی در خواهد آورد. این کار به وسیله یک لامپ اشعه کاتدی (در مدل‌های قدیمی) یا نمایش‌گر ال‌سی‌دی برای نمایش تصویر و یک بلندگو برای پخش صدا انجام خواهد شد.

## تاریخچه قطعات الکترونیکی
لامپ‌های خلاء یکی از اولین قطعات الکترونیکی بودند که در صنعت الکترونیک تا اواسط دههٔ ۱۹۸۰ میلادی حضور داشتند.
از آن زمان به بعد، قطعات نیمه هادی بیش‌تر دنیای الکترونیک را در دست گرفت. با این‌حال، لامپ‌های خلاء هنوز هم در برخی از دستگاه‌ها مانند تقویت‌کننده‌های رادیویی قدرت بالا، لامپ‌های پرتوی کاتدی، تجهیزات صوتی تخصصی، تقویت‌کننده‌های گیتار و برخی از دستگاه‌های مایکروویو استفاده می‌شود.
بعدها، با پیشرفت میکروالکترونیک، قطعات کوچک‌شده و به اشکال امروزی درآمدند. امروزه، مدارها تا حدّ زیادی از حالت سخت‌افزاری خارج شده و با بهره‌گیری از میکروکنترولر یا چیپ‌های «اف‌پیجی‌ای» و پیش‌رفت روزافزون آن‌ها پیش‌تر کارهای نرم‌افزاری پیاده می‌شود.

## طراحی
طراحی سیستم های الکترونیکی با مسائل طراحی چند رشته ای دستگاه ها و سیستم های الکترونیکی پیچیده، مانند تلفن های همراه و رایانه ها سروکار دارد . این موضوع طیف گسترده‌ای را شامل می‌شود، از طراحی و توسعه یک سیستم الکترونیکی ( توسعه محصول جدید ) تا اطمینان از عملکرد مناسب، عمر مفید و دفع آن . [10] بنابراین طراحی سیستم های الکترونیکی فرآیند تعریف و توسعه دستگاه های الکترونیکی پیچیده برای برآوردن نیازهای مشخص شده کاربر است.
با توجه به ماهیت پیچیده تئوری الکترونیک، آزمایش آزمایشگاهی بخش مهمی از توسعه دستگاه های الکترونیکی است. این آزمایش ها برای آزمایش یا تأیید طراحی مهندس و تشخیص خطاها استفاده می شود. از لحاظ تاریخی، آزمایشگاه‌های الکترونیک شامل دستگاه‌ها و تجهیزات الکترونیکی هستند که در یک فضای فیزیکی قرار دارند، اگرچه در سال‌های اخیر گرایش به سمت نرم‌افزارهای شبیه‌سازی آزمایشگاه الکترونیک مانند CircuitLogix ، Multisim و PSpice بوده است . [9]

## ریز کنترل‌گر

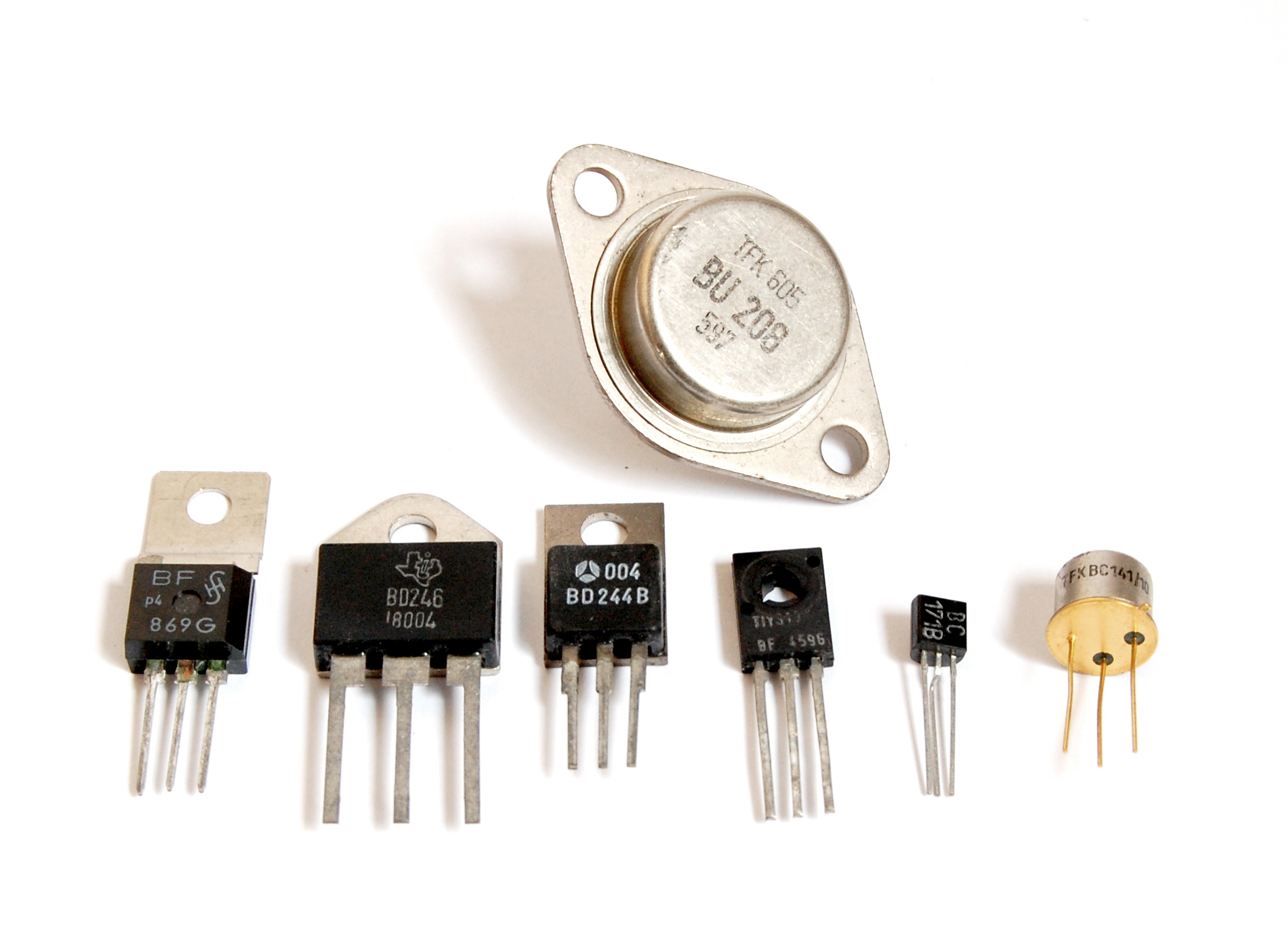
برخی از قطعات اِلِکترونیک

قطعاتی مثل ترانزیستور، آی‌سی، خازن، دیود، مقاومت و غیره در مدارهای الکترونیکی به‌کار می‌رود.
زمانی که ریزپردازنده ایجاد شد، کامپیوترها تجهیزاتی بودند که برای محاسبات پردازش داده‌ها و همچنین، محاسبات علمی مورداستفاده قرار می‌گرفتند. اندازه آنها از کوچک (مینی‌کامپیوترها) تا بسیار بزرگ (سیستم‌های مرکزی) متغیر بود. ریزپردازنده این امکان را برای مهندسان کامپیوتر فراهم می‌کرد تا میکروکامپیوترها را توسعه دهند.
(میکروکامپیوترها سیستم‌هایی کوچک‌ هستند که دارای قدرت محاسباتی کافی برای انجام بسیاری از کارهای تجاری، صنعتی و علمی می‌باشند.) چنین سیستم‌هایی با استفاده از اجزای استاندارد برنامه‌ریزی‌شده برای انجام یک کار خاص، امکان کنترل مجموعه‌ای از دستگاه‌های کوچک (به‌عنوان‌مثال، دستگاه‌های روباتیک دستی برای جوشکاری نقطه‌ای) را فراهم می‌کنند.

## انواع مدارهای الکترونیکی

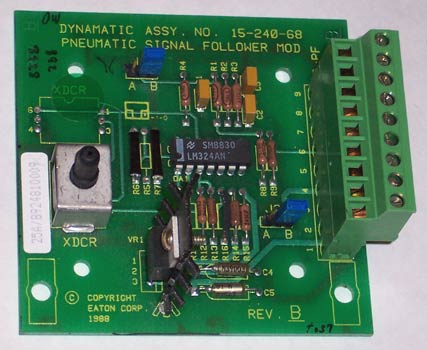
یک نمونه برد و مدار الکترونیکی مربوط به مبدل سیگنال پنوماتیک به الکتریکی.

مدارهای الکترونیکی را می‌توان به دو گروه تقسیم کرد: آنالوگ و دیجیتال. یک دستگاه الکترونیکی ممکن است که از یک گروه یا ترکیبی از این دو گروه مداری تشکیل شده باشد.
اغلب دستگاه‌های الکترونیکی آنالوگ مانند گیرنده‌های رادیویی از ترکیب چند مدار ساخته شده‌اند. مدارهای آنالوگ با سطح ولتاژهای متنوع (و پیوسته‌ای) سر و کار دارد. مدارهای دیجیتال تنها دو سطح ولتاژ در آن‌ها تعریف شده‌است.
مدار دیجیتال، از حضور حدّاقل یک قطعهٔ دیجیتالی در کنار سایر قطعات ساخته می‌شود.
در این نوع، هستهٔ اصلی مدار یک میکروپروسسور یا میکروکنترلر یا یک «آی‌سی» است که با سیگنال‌های گسسته (یا همان دیجیتال) و پیوسته (یا همان آنالوگ) به‌صورت هم‌زمان یا مجزّا در ارتباط است.
مدارهای آنالوگ صرفاً از قطعات غیر دیجیتالی مثل خازن و مقاومت و سلف و … تشکیل شده‌اند که فقط با سیگنال‌های آنالوگ کار می‌کنند.
منبع تغذیه یا باتری نقش پمپ محرّک مدار را ایفاء می‌کند که باعث می‌شود جریان از سمت پتانسیل بشده‌ان در مدار جاری‌شده و با عبور از قطعه‌ها به پتانسیل کم‌تر برود.
جریان فقط در یک مدار بسته برقرار می‌شود و اگر در یک محل از مدار فاصله‌ای بیفتَد، جریان قطع خواهد شد.
به این حالت مدار باز (open circuit) گفته می‌شود.
اگر مدار را بدون حضور هیچ قطعه‌ای ببندیم و دو سر منبع ولتاژ را با یک سیم به‌هم وصل کنیم، در اثر این اتفاق و بنابر قانون اهم به دلیل صفر بودن مقاومت، جریان بی‌نهایت از سیم گذشته و منبع تغذیه و سیم را خواهند سوخت.
به این حالت مدار اتصال کوتاه (Short Circuit) گفته می‌شود.